# Japonais implorant une divinité
Japonais implorant une divinité ("Giapponese che implora una divinità") è un dipinto del pittore francese Jean-Léon Gérôme. Questo dipinto a olio su tela di 71 centimetri per 59 venne realizzato nel 1855 e ritrae una persona ai piedi di una scalinata che prega dinnanzi a una statua di Budda. Fa parte di una collezione privata.

## Storia
Nonostante avesse visitato l'Africa settentrionale e i territori del Vicino Oriente facenti parte dell'impero ottomano, Gérôme non viaggiò mai in Giappone. Tra tanti quadri orientalisti ambientati nel mondo musulmano, questa tela è la sua unica composizione basata su un soggetto giapponese. Egli venne influenzato da Henry Humphrey Moore, un suo studente, che era rientrato dopo tre anni passati in Giappone.
Questo dipinto rimase nella casa dell'artista al 65 del boulevard de Clichy, a Parigi, fino alla sua morte. Uno schizzo a olio di 35 centimetri per 27 venne offerto al suo amico scenografo Marcel Jambon con la dedica à son confrère et ami/Jambon/souvenir/J. L. Gerome ("al suo collega e amico/Jambon/un ricordo/J. L. Gérôme") in basso a destra.

## Descrizione
La preghiera è un tema molto ricorrente nella pittura orientalistica di Gérôme, e questo quadro ritrae un giapponese in abiti tradizionali che alza le braccia verso il cielo mentre contempla una statua del Budda, situata alla sommità di una scalinata. Ai lati della scalinata si trovano degli alberi, e a sinistra si vede il mare sullo sfondo. L'opera, al contrario dei quadri orientalisti sul Vicino Oriente, che si basavano sull'osservazione diretta dell'artista, è frutto dell'immaginazione dell'artista attraverso le conoscenze del paese asiatico disponibili allora. La firma dell'artista si trova in basso a sinistra sul primo gradino.